# La via del tabacco
La via del tabacco (Tobacco Road) è un romanzo dello scrittore statunitense Erskine Caldwell, pubblicato nel 1932.
L'opera, che insieme al romanzo Il piccolo campo, ha avuto grande successo e ha dato celebrità all'autore, è una denuncia al sistema sociale americano. In essa Caldwell descrive, in uno stile fortemente realistico ma non privo di elementi comico-grotteschi, i drammi della povertà, dell'ignoranza e dei contrasti razziali della gente che popola le campagne degli Stati del Sud.

## Trama
La storia, ambientata nel profondo Sud, in Georgia, narra di una famiglia di poveri contadini bianchi, i Lester che, in seguito alla Grande crisi, è caduta nella più nera miseria anche perché il capo famiglia Jeeter insiste nel proposito, peraltro vanificato negli ultimi anni di vita dalla mancanza di mezzi e strumenti come i muli, i semi e il concime, di coltivare a cotone il pezzo di terra che possiede invece di recarsi in una fabbrica, in una filanda di cotone e guadagnare a sufficienza per mantenere il resto della famiglia. Ma proprio in questi personaggi è racchiusa quella testardaggine che sfiora l'ottusità che l'autore descriverà nei suoi romanzi. All'interno della famiglia emergono anche la moglie Ada, sempre tese alla rincorsa di un abito nuovo da indossare dopo la morte e di cappelli nuovi, la nonna alla ricerca perenne di cibo e di tabacco, il figlio minorenne Dude e sua moglie, la predicatrice quarantenne Bessie, la figlia dodicenne Pearl e suo marito Lov.
Il romanzo si conclude con la morte del capo famiglia Jeeter e di sua moglie Ada, a causa di un incendio indotto dall'abitudine di preparare i campi a cotone bruciando le saggine e gli alberi giovani.

## Edizioni italiane
- La via del tabacco. Romanzo, traduzione di Maria Martone, Collezione Il Sofà delle Muse n.2, Milano-Roma, Rizzoli, 1940 - VII ed. 1950,  p. 248.
- La via del tabacco, traduzione di Maria Martone, Collana I Coralli n.59, Torino, Einaudi, 1953-1964,  p. 212.
- La via del tabacco, Collana I libri del pavone n.183, Milano, Mondadori, 1966.
- La via del tabacco, Collana Nuovi Coralli n.85, Torino, Einaudi, 1974,  p. 203, ISBN 978-88-06-39941-2.; Collana Einaudi Tascabili, 1995.
- La via del tabacco, Collana Oscar n.705, Milano, Mondadori, 1976.
- La via del tabacco, traduzione di Luca Briasco, Prefazione di Joe. R. Lansdale, Collana Le Strade n.191, Roma, Fazi, 2011,  p. 217, ISBN 978-88-6411-257-2.